# Jefferson DeBlanc
Pour les articles homonymes, voir DeBlanc.
 (mai 2017).
Si vous disposez d'ouvrages ou d'articles de référence ou si vous connaissez des sites web de qualité traitant du thème abordé ici, merci de compléter l'article en donnant les références utiles à sa vérifiabilité et en les liant à la section « Notes et références ».
Jefferson Joseph DeBlanc (1921 – 2007) était un pilote de chasse du Corps des Marines des États-Unis (United States Marine Corps) pendant la Seconde Guerre mondiale et récipiendaire de la "Medal of Honor". Il a abattu 9 avions japonais au cours de deux tours d'opérations dans le Pacifique à Guadalcanal et Okinawa.

## Biographie
Jeff DeBlanc est né le 15 février 1921 à Lockport, Paroisse de la Fourche (Lafourche Parish) en Louisiane.
En juillet 1941, il s'engage et suit avec succès une formation de pilote de chasse. Le 2 novembre 1942, le sous-lieutenant DeBlanc rejoint l'escadron VMF-112 sur l'île de Guadalcanal et le 13 du même mois il abat trois appareils japonais lors d'une attaque à la torpille de Mitsubishi G4M "Betty". Il est promu lieutenant le 19 décembre 1942.
Le 31 janvier 1943, DeBlanc dirige une formation de 8 Grumman F4F Wildcat en mission d'escorte de 12 bombardiers en piqué Douglas SBD Dauntless. Rapidement, il se rend compte que son avion perd du carburant. Conscient qu'il n'aura pas l'autonomie suffisante pour revenir à sa base, il décide néanmoins de poursuivre sa mission et demande au contrôle de Guadalcanal de se tenir prêt à venir le récupérer en mer. S'approchant de leur cible, l'île de Kolombangara, les Dauntless sont pris sous le feu de 2 hydravions japonais Mitsubishi F1M "Pete". Jeff DeBlanc les descend tous les deux. Après l'attaque sur Kolombangara, sans se préoccuper de sa jauge de carburant, DeBlanc et son ailier restent en arrière et couvrent la retraite de leurs protégés lorsqu'ils aperçoivent une dizaine de Nakajima Ki-43 "Oscar" se dirigeant vers les bombardiers. Ils les engagent pour détourner leur attention des Dauntless. DeBlanc en détruit un et en endommage un autre avant que son ailier ne soit lui-même abattu. C'est l'intervention d'un Wildcat de son escadrille qui tire le jeune lieutenant des griffes des chasseurs ennemis rescapés. Avant de remettre le cap sur Guadalcanal, Jeff DeBlanc abat encore deux "Oscars", portant son total de la journée à cinq victoires. Quelques minutes plus tard, alors qu'il a pris le chemin du retour, il est pris pour cible par un Japonais qu'il n'a pas vu s'approcher et est contraint de sauter en parachute. Maintenu à la surface de l'océan par son gilet de sauvetage, DeBlanc rejoint Kolombangara après six heures d'efforts. Il sera capturé par un groupe d'indigènes qui l'échangeront avec une tribu amie des alliés contre un sac de 10 livres de riz ! Le 12 février, il est récupéré par un hydravion de la Marine.
DeBlanc est promu capitaine le 1er juin 1943 puis est renvoyé aux États-Unis. En novembre 1944 il est de retour dans le Pacifique pour un second tour d'opérations d'abord dans les îles Marshall avec le VMF-422 puis à partir de mai 1945 il est engagé dans la campagne d'Okinawa avec le VMF-212. Il reste dans les îles Ryukyu jusqu'à la fin de la guerre détruisant un appareil japonais supplémentaire et portant ainsi son total à 9 victoires aériennes.
Pour son courage et son comportement exemplaire lors de la mission du 31 janvier 1943, Jefferson DeBlanc reçoit des mains du président Harry S. Truman la "Medal of Honor", la plus haute distinction américaine, le 6 décembre 1946. Il est également titulaire de - entre autres - la Distinguished Flying Cross et la Purple Heart.
Après la guerre, DeBlanc est rentré chez lui à Saint-Martinville en Louisiane. Il est resté réserviste du Corps des Marines, a repris ses études et est devenu professeur de physique et de mathématiques. Il s'est retiré du Marine Corps Reserve le 1er juillet 1972 avec le grade de colonel.
Jefferson Joseph DeBlanc est mort le 22 novembre 2007 à l'âge de 86 ans des suites de complications dues à une pneumonie à Lafayette, en Louisiane.